# Andrej Lettrich
Andrej Lettrich (* 3. Februar 1922 in Dubové; † 7. Oktober 1993 in Bratislava) war ein slowakischer Regisseur und Drehbuchautor.
Lettruch studierte von 1946 bis 1950 am Konservatorium von Bratislava. Seit 1948 war er beim Film aktiv, und 1951 debütierte er als Schauspieler in Palo Bieliks Film Lazy sa pohli. Als Regisseur debütierte er 1954 mit dem Film Drevená dedina. Es folgten zahlreiche Kino- und Fernsehfilme, bei denen er Regie führte oder das Drehbuch schrieb. 1974 wurde er für sein Lebenswerk als Verdienter Künstler ausgezeichnet, zwei Jahre später erhielt er den Klement-Gottwald-Preis. Von 1978 bis 1987 war er im Präsidium der slowakischen Filmkommission ZSDU.

## Filmographie
- Roky prelomu, Fernsehserie, 1989
- Kirmes (Hody), 1987
- Alzbetin dvor, Fernsehserie, 1986
- Povstalecká história, Fernsehserie, 1984
- Otec, 1982
- Die Bruderschaft von Bistrica, Fernsehserie, 1980
- Stol pre strnástich, Fernsehfilm, 1978
- Sepkajúci fantóm, 1977
- Cervené víno I-II, 1977
- Advokátka, 1977
- Stretnutie, 1975
- An die Gewehre, Rebellen, 1974
- Prípad krásnej nerestnice, 1974
- Volanie démonov, 1968
- Mord aus dem Jenseits, 1967
- Der Tod kommt im Regen, 1966
- Mrtvi nespievajú, Fernsehfilm, 1965
- Archimedov zákon, 1964
- Bratia, 1962
- Malá manekýnka, 1961
- Strieborný Favorit, 1961
- V hodine dvanástej, 1959
- Cisté ruky, 1956
- Drevená dedina, 1955